# Sauméjan
Sauméjan är en kommun i departementet Lot-et-Garonne i regionen Nouvelle-Aquitaine i sydvästra Frankrike. Kommunen ligger i kantonen Houeillès som tillhör arrondissementet Nérac. År 2022 hade Sauméjan 87 invånare.

## Befolkningsutveckling
Antalet invånare i kommunen Sauméjan
| Referens: INSEE |